# Deltapodus

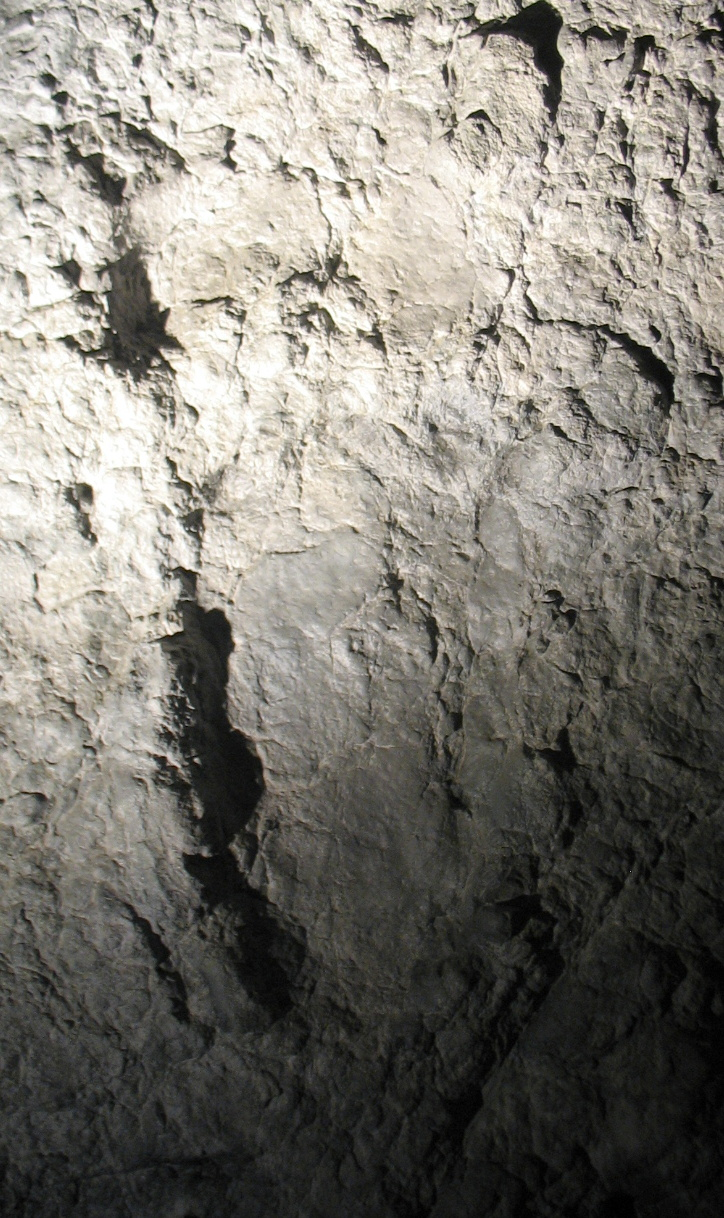
Deltapodus ibericus, empreinte de pied de stégosaurien à El Castellar, province de Teruel, Espagne.

Deltapodus est un ichnogenre de traces de pas de dinosaures stégosauriens connu au moins en Europe et en Chine.
L'ichnogenre a été créé par M. A. Whyte et M. Romano en 1995 pour décrire des empreintes découvertes en Angleterre.
Les animaux ayant laissé ces empreintes ont vécu au cours du Jurassique supérieur et du Crétacé inférieur,,.
Ces empreintes sont connues également en Espagne, au Portugal et en Chine.
Il existerait aussi des empreintes de l'ichnogenre Deltapodus datant de la fin du Crétacé supérieur (Maastrichtien). En effet, il a été décrit en 2011 dans l’ouest de l'Inde au sommet de la formation géologique de Lameta.
À noter qu'un autre ichnogenre, Stegopodus, correspondant à des traces de pas de stégosauriens (pattes avant et arrière) a été créé en 1998 par M. G. Lockley et A. P. Hunt pour décrire des pistes retrouvées dans le Jurassique supérieur de l'Utah. Il pourrait être considéré comme un synonyme junior de l'ichnogenre Deltapodus érigé précédemment (1995).